# Ophiorrhiza marosiana
Ophiorrhiza marosiana är en måreväxtart som beskrevs av Theodoric Valeton. Ophiorrhiza marosiana ingår i släktet Ophiorrhiza och familjen måreväxter.
Artens utbredningsområde är Sulawesi. Inga underarter finns listade i Catalogue of Life.